# Veronica Mortensen
Veronica Mortensen er en dansk / græsk jazzsangerinde. Hun er datter af den græske sangerinde, Titika, der sang kor for Sebastian i 1970'erne og sanger, musiker og skuespiller Allan Mortensen. Veronica Mortensen er uddannet fra musikkonservatoriet i Aarhus.

## Albummer
- 2015: Presents Passed
- 2013: Catching Waves
- 2010: I'm The Girl
- 2007: Happiness...Is Not Included
- 2003: Pieces In A Puzzle